# V Batallón Aéreo de Reemplazo
El V Batallón Aéreo de Reemplazo (V. Flieger-Ersatz-Abteilung) fue una unidad de la Luftwaffe de la Alemania nazi.

## Historia
Fue formado en abril de 1942 en Hopsten bei Rheine. En 1943 estuvo en Detmold. Fue disuelto en agosto de 1944.

## Comandantes
- Teniente coronel Kurt Menzel (abril de 1942 - octubre de 1942)